# Гулянка (село)
Гулянка (укр. Гулянка) — село в Коростенском районе Житомирской области Украины. Основано в 1873 году. Стоит на реке Бедрийка.
Код КОАТУУ — 1822380803. Население по переписи 2024 года составляет 1049 человек. Почтовый индекс — 11563. Телефонный код — 4142. Занимает площадь 1,786 км².

## Адрес местного совета
11562, Житомирская область, Коростенский р-н, с. Бондаревка, ул. Мира, 50